# Fallopia scandens
Fallopia scandens (L.) Holub – gatunek rośliny z rodziny rdestowatych (Polygonaceae Juss.). Występuje naturalnie w Kanadzie (w prowincjach Quebec, Ontario, Manitoba i Saskatchewan) oraz we wschodniej części Stanów Zjednoczonych. 

## Morfologia

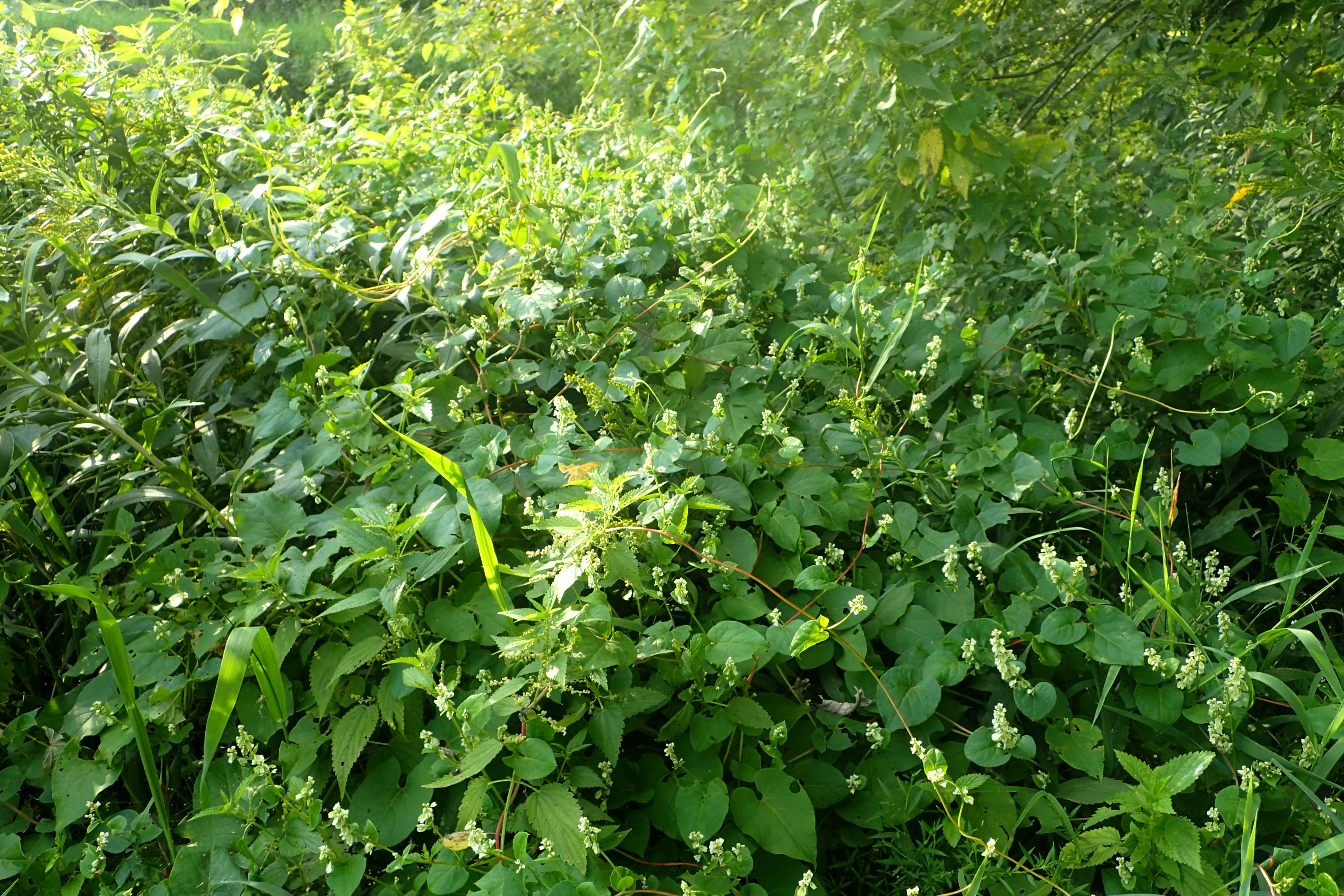
Pokrój rośliny

PokrójRoślina jednoroczna lub Bylina dorastająca do 1–5 m wysokości. Pędy są mniej lub bardziej pnące.
LiścieIch blaszka liściowa ma kształt od sercowatego do oszczepowatego. Mierzy 2–14 cm długości oraz 2–7 cm szerokości, o sercowatej nasadzie i spiczastym wierzchołku. Ogonek liściowy jest nagi i osiąga 0,5–10 cm długości. Gatka ma brązową barwę i kształt od obłego do lejkowatego, dorasta do 1–4 mm.
KwiatyZebrane w grona o długości 1–28 cm, rozwijają się w kątach pędów. Mają 5 listków okwiatu o kształcie od eliptycznego do odwrotnie jajowatego i barwie od białej do zielonkawej, zewnętrzne są skrzydlate i rosną po przekwitnięciu. Pręcików jest 8.
OwoceTrójboczne niełupki o jajowatym kształcie i czarnej barwie, osiągają 2–6 mm długości.

## Biologia i ekologia
Rośnie w zaroślach oraz na stokach. Występuje na wysokości do 1800 m n.p.m. Kwitnie od sierpnia do listopada.